# George Lucas (1er baron Lucas de Chilworth)
George William Lucas, 1er baron Lucas de Chilworth (29 mars 1896-11 octobre 1967), est un homme d'affaires et un homme politique travailliste britannique.

## Biographie
Lucas est le fils de Percy William Lucas et d'Annette Lucy Lucas d'Oxford. Il est impliqué dans l'industrie du commerce automobile et sert pendant la Seconde Guerre mondiale comme président du Conseil national mixte de l'industrie du commerce de détail et de réparation de véhicules automobiles. Le 27 juin 1946, il reçoit une pairie du gouvernement travailliste de Clement Attlee comme baron Lucas de Chilworth, de Chilworth dans le comté de Southampton. Il sert sous Attlee comme Lord-in-waiting (whip du gouvernement à la Chambre des Lords) de 1948 à 1949, en tant que Capitaine des Yeomen of the Guard (whip en chef adjoint à la Chambre) et Secrétaire parlementaire du ministère des Transports de 1950 à 1951. Cependant, il se brouille avec le Parti travailliste à propos de la nationalisation et siège avec les crossbenchers.
Il épouse Sonia Finkelstein (décédée en 1979), la fille de Marcus Finkelstein, magnat letton de l'industrie de la pêche, en 1917. Il meurt en octobre 1967, à l'âge de 71 ans, et est remplacé dans la baronnie par son fils aîné Michael Lucas (2e baron Lucas de Chilworth), qui devient ministre du gouvernement conservateur. Son deuxième fils, Ivor Lucas, devient diplomate et est ambassadeur britannique en Syrie et à Oman.